# 丸尾未步
丸尾未步（日语：／ Maruo Miho，1958年9月27日—），日本女編劇。本名、舊名義（日文讀音相同）。出身於東京都。日本編劇聯盟會員。

## 來歷、人物
丸尾未步兒時的夢想是成為漫畫家、小說家、畫家。
在就讀國學院高等學校期間，她發現很難喜歡這所學校，並且經常拒絕去上學。然而，她說她對電視劇《前略母親大人》（日本電視台）著迷，這使她成為了一名編劇。高中畢業後，她以第34期生的身份進入日本編劇聯盟作家學校學習（與她同期的包括《週六WIDE劇場》的原教子、《無賴刑事純情派》的荻原美和子等人）。後來，他經學校講師池田一郎（隆慶一郎）介紹，加入了《哆啦A夢》等動畫的製作公司——SHIN-EI動畫，並很快以編劇的身份出道。
當她第一次出道時，她以本名首次亮相。此外，她撰寫劇本的部分作品還有吉田玲子、金春智子、池田真美子等多位女性編劇的參與（每位編劇均為日本編劇聯盟作家學校畢業生，其中一位還擔任劇本統籌）。除了寫劇本外，她還為《魔法使莎莉 (1989年版)》的插入歌填詞。雖然她並不是業界的第一線，但她仍然以資深編劇身分不斷活動。
自2010年電影《Colorful 多彩奇幻之旅》上映以來，她一直負責原惠一導演電影的劇本創作。在2011年東京動畫獎上，她憑藉《Colorful 多彩奇幻之旅》的劇本獲得了個人部門編劇獎。這部動畫因其嚴肅的人間戲劇而受到好評。

## 參加作品

### 電視動畫
粗體字表示劇本統籌作品。
1981年
- 哆啦A夢 (1979年版)（—1997年，編劇）※初期以丸尾未步名義。

1982年
- 怪物小王子 (1980年版)（編劇）※初期以丸尾未步名義。
- 阿福（日语：フクちゃん）（—1984年，編劇）

1983年
- 小超人帕門 (1983年版)（—1985年，編劇）

1985年
- 小鬼Q太郎 (1985年版)（—1987年，編劇）
- 機動戰士Z鋼彈（—1986年，編劇）
- 怪博士與機器娃娃 (1981年版)（編劇）

1986年
- 魔法偶像粉彩筆由美（日语：魔法のアイドルパステルユーミ）（編劇）
- 七龍珠（—1988年，編劇）
- 莫克和甜甜（—1988年，編劇）

1987年
- 漫畫日本經濟入門（日语：マンガ日本経済入門）（編劇）
- 妙手小廚師（—1989年，編劇）

1988年
- 海螺小姐（—1990年，編劇）
- 魔神英雄傳（編劇）
- 小松君 (1988年版)（—1989年，編劇）
- 麵包超人（1988年—，編劇）

1989年
- 衝鋒四驅郎（—1990年，編劇）
- 魔法使莎莉 (1989年版)（—1991年，編劇）

1990年
- 櫻桃小丸子（第1期：1990年—1991年／第2期：2004年，編劇）

1992年
- 幻影真帆（日语：まぼちゃん旅行記）（編劇）
- 少年阿貝2（日语：少年アシベ）（—1993年，編劇）

1993年
- 奇蹟☆女孩（編劇）
- 家有賤龍（—1994年，編劇）

1995年
- 守護天使莉莉佳（—1996年，編劇）

1996年
- 玩偶遊戲（—1998年，編劇）

1997年
- 大盜五右衛門（日语：アニメがんばれゴエモン）（—1998年，編劇）

1999年
- 伊索世界（編劇）
- 麻煩巧克力（日语：トラブルチョコレート）（編劇）

2000年
- 哈姆太郎（—2004年，編劇）
- 幽浮寶貝（—2002年，編劇）

2003年
- 戀愛小魔女[3]（編劇）
- 6/17秀逗美眉（編劇）
- 鈴鐺貓娘Nyo（—2004年，編劇）

2004年
- 哈姆太郎 哈姆哈姆天堂啾！（—2006年，編劇）
- 雙戀（編劇）
- 校園迷糊大王（—2005年，編劇）

2005年
- 蜜桃女孩（編劇）
- 魔界女王候補生（—2006年，編劇）

2006年
- 校園迷糊大王 二學期（編劇）

2007年
- 交響情人夢（編劇）
- 悲慘世界 少女珂賽特（編劇）
- 古代王者 恐龍王 D-KIDS Adventure（—2008年，編劇）
- 彩雲國物語 (第2系列)（—2008年，編劇）
- 風之少女艾蜜莉（編劇）

2008年
- 古代王者 恐龍王 D-KIDS Adventure 翼龍傳說（編劇）
- 洋葱和尚朝太郎（日语：ねぎぼうずのあさたろう）（編劇）

2009年
- 可愛小芝麻（日语：まめゴマ）（編劇）
- 怪談餐館（—2010年，編劇）

2010年
- 交響情人夢 最終篇（編劇）
- 卡魯魯與不可思議之塔（日语：カルルとふしぎな塔）（構成、編劇）

2011年
- 電視漫畫 昭和物語（編劇）

### 電影動畫
- 哆啦美：阿拉拉♥少年山賊團！（1991年，編劇）
- 劇場版 金魚注意報（1992年，編劇）[注 2]
- 哆啦美：青色稻草人（1994年，編劇）
- THE DOG OF FLANDERS 法蘭德斯之犬（1997年，編劇）
- Colorful 多彩奇幻之旅（2010年，編劇）
- 百日紅（2015年，編劇）
- 生日幻境（2019年，編劇[4]）
- 鏡之孤城（2022年，編劇）

### OVA
- 目高的學校（日语：めだかの学校 (漫画)）（2001年，編劇）

### 網路動畫
- 京騷戲畫（2011年，編劇）

### 電視劇
- 動物的夢想樂園（日语：どうぶつ通り夢ランド）（1986年，編劇）

### 真人電影
- 最初的路（日语：はじまりのみち）（2013年，編劇協力）

### 樂曲
- 魔法使莎莉 心中的天使（台詞、構成）
  - （作詞）
  - （作詞）

## 著書
- 《最初的路（日语：はじまりのみち）》—2013年，泰文堂 ISBN 9784803004489
  - 同名電影的改編小說。擔任該電影導演和編劇的原惠一被譽為「原案」。
- 《河童之夏 第6年暑徦》—2013年，雙葉社 ISBN 9784575238273
  - 與《河童之夏》（原作：木暮正夫）導演原惠一合著。同一作品的改編小說，講述了高中生康一的回憶和後來的故事。

## 腳註

## 相關項目
- 日本動畫師列表（日语：アニメ関係者一覧）
- 日本編劇列表（日语：脚本家一覧）